# James James
James James, bardským jménem Iago ap Ieuan, (4. listopadu 1832 – 11. ledna 1902) byl velšský harfenista. Narodil se v Bedwellty a později s rodiči žil v Pontypriddu. Jeho otcem byl básník Evan James, který napsal slova k písni „Hen Wlad Fy Nhadau“, jež se stala velšskou národní hymnou. Autorem hudby je James James. Stejná hudba je užívána v Bretaňské a Cornwallské hymně. Zemřel v Aberdare ve věku 69 let. Je pochován na místním hřbitově, ve stejném hrobě jako jeho manželka a dcera. V Pontypriddu bylo roku 1930 odhaleno sousoší zobrazující Jamese a jeho otce.